# مستوطنة صبر
صَبِر هي مدينة آثرية من العصر البرونزي تقع في الساحل الجنوبي لليمن، محافظة الحج، ونظرا لأهمية هذا الموقع فقد ثم اعتباره ممثلاً لثقافة عصر البرونز الساحلية.

## الموقع
يُعتبر موقع صبر من أكبر مواقع مستوطنات العصر البرونزي التي تم الكشف عنها والتنقيب فيها من قبل البعثة الأثرية الألمانية – الروسية – اليمنية المشتركة ، تقع هذه المستوطنة في محافظة لحج، على مسافة 20كم إلى الشمال من عدن، بين الفرعين الرئيسيين لوادي تُـبَن، وعلى بعد 20 كم من ساحل البحر العربي.

## التاريخ
يعتبر موقع صبر من أحد المواقع المهمة، التي تمثل المرحلة الانتقالية بين العصر الحجري الحديث والعصور التاريخية، وهي الفترة الواقعة ما بين الألف الرابع قبل الميلاد إلى الألف الأول قبل الميلاد والتي عرفت لدى بعض علماء الآثار بفترة الفجوة الثقافية (المعرفية) التي شككوا من خلالها بأصول حضارة الممالك اليمنية التي ظهرت من خلال تأثيرات وأصول أجنبية بحسب قولهم والنظريات التي كانوا قد أطلقوها بهذا الخصوص، إلا أنه من خلال اكتشاف هذا الموقع وغيره من مواقع العصر البرونزي المتمثلة بالمستوطنات من القرى والمراكز الزراعية المستقرة ذات النشاط الحضاري الكثيف والتي وضعت الأسس الأولى لانتقال مجتمعات المدن ذات الوظائف والنشاطات المتعددة التي ظهرت في الألف الأول قبل الميلاد، والتي من خلالها تم سد الفجوة (المعرفية) فيما بين نهاية العصر الحجري الحديث والعصور التاريخية.
أما فيما يخص تاريخ صبر، فقد كشفت العينات المستخرجة من خلال التنقيبات الأثرية التي تمت في الطبقات العليا للموقع، والتي تمثل (الفترة المتأخرة للاستيطان) بعد عملية تحليلها وفقاً لراديو كربون المشع ( C14 ) أنها تقع بين الفترة الممتدة من القرن الرابع عشر إلى القرن الثامن قبل الميلاد كفترة ثانية للاستيطان في الموقع، بينما أظهرت وبصورة أولية العديد من المؤشرات في الطبقات السفلى التي تمثل المراحل الأولى للاستيطان، (والتي لم يتم الانتهاء من حفرها ودراستها) أنها تعود ربما إلى الألف الثالث ق.م.
أما بالنسبة عن نهاية هذه المدينة ، فقد كشفت التنقيبات الأثرية عن وجود طبقات سميكة تجسدت بهيئة حريق هائل، يدل على ذلك ما عثر عليه من خشب محروق وطبقات من الرماد والطوب الخام المحروق ، مما يؤكد على أن نهاية هذه المدينة كانت بشكل عنيف ، والتي يحتمل أنها كانت بسبب الحرب التي يعتقد أنها نتيجة التوسع الجغرافي وتوحيد اليمن التي قادها المكرب السبئي (كربئيل وتر) في أواخر القرن الثامن ق.م والمذكورة في نقشه المعروف باسم نقش النصر.

## نتائج التنقيبات الأثرية
تبلغ المساحة الإجمالية للموقع 2×1.2 كم ، لا تزال أجزاء كبيرة منه مدفونة تحت الكثبان الرملية ، نفذت أعمال التنقيبات الأثرية فيه لتشمل 12 تلا كشفت من خلالها عن عمق طبقي بين 5 – 6 أمتار ، أظهرت من خلالها عن مجموعة من المنشآت المعمارية التي تدل على استيطان سكني مرتبط بالطبقات العليا (الفترة المتأخرة) ، والتي قدمت معلومات عن الامتداد الأفقي للمدينة التي اتضح أنها تتكون من ثلاثة أقسام على النحو الآتي :

##### 1. المنطقة السكنية:
والتي تمثل مجموعة المنشآت السكنية الرئيسية للمدينة والتي تظهر على نوعين من حيث المخطط الهندسي ومادة البناء وهي : -
ـ النوع الأول : يقع في أطراف المستوطنة والذي يتمثل في شكل أكواخ بسيطة شيدت بمواد قابلة للتلف ، كسعف النخيل ، وأغصان الشجر والأخشاب ، على هيئة مخططات دائرية أو بيضاوية دلت عليها حفر الأعمدة المكتشفة داخل الغرف ومحيط المباني .
ـ النوع الثاني : يوضح المنطقة الرئيسية للمدينة في الطبقة العليا ، والتي تظهر بشكل مواد ثابتة من الطين والطوب غير المشوي .
فالمساكن هنا تتكون من غرف صغيرة حول فناء أو عدة فناءات داخلية ، بينما الجدران تتكون من خط واحد من الطوب غير المشوي .

##### 2. المنطقة الصناعية:
والمتمثلة بفناء داخلي محاط بغرف صغيرة إلى جانب العديد من الأفران الخاصة بصناعة الفخار وورش لصناعة المعادن والتي احتوت وبشكل كبير على بقايا خبث المعادن وبقايا البرونز وذلك في الجهة الشمالية الشرقية من طرف الموقع (صبر6) .

##### 3. المجمع الديني:
والتي تمثل أهم منطقة من مناطق أعمال التنقيبات والتي أطلق عليها(صبر5) ، والتي تم الكشف فيها على مجمع لمبنى ضخم محاط بجدار خارجي يحتوي على ثلاثة مباني لها مداخل شيدت بجدران سميكة من الطين والطوب الغير مشوي(اللبن) ، فضلا عن الأخشاب التي كانت تستخدم في البناء كأعمدة لحمل السقف ، تبلغ مساحة المبنى (55 متر طولا × 40 متر عرضا) .
ويعتبر المبنى (5C) من أهم المباني في مجموعة صبر ، وهو مبنى ذو شكل مكعب شيد بالطين والطوب غير المشوي ، يتكون من قاعة جانبية ، وفناء أمامي له رواق ضيق ذو أعمدة ، ومسطبة وسطى تؤدي نحو الجنوب الغربي بواسطة درج ، وبشكل عام فإن المخطط الهندسي للمبنى يتشابه إلى حد كبير مع ما سارت عليه مخططات المعابد في اليمن القديم فيما بعد .

### اللقى والمعثورات:
تمثلت معظم اللقى التي احتوتها الطبقات الثقافية والاستيطانية في أدوات تخص الاستخدام اليومي من أواني وأدوات مصنوعة من مواد متنوعة، من أهمها مادة الزجاج البركاني (الأوبسيديان)، والعظام، وبعضها بشكل قليل من المعدن. أما البقايا العظمية، فتمثل عظامًا حيوانية وأغلبها من المحار وعظام الأسماك. وبالتالي، فإن موقع صبر، مقارنة بمواقع أخرى من العصر البرونزي في اليمن، يحتوي على مواد كثيرة الثراء، كالأواني والتماثيل الطينية، وأدوات من الأحجار والعظم والأوبسيديان والبرونز، فضلاً عن أدوات الزينة من الأحجار شبه الكريمة والذهب والصدف، وهو ما يدل على وجود حياة اقتصادية مستقرة تعتمد على الزراعة وتربية الماشية والصيد، بالإضافة إلى إنتاج وتصنيع مكثف للفخار ذي الطابع المميز، الذي أُطلق عليه "فخار صبر"، والذي يعتبر من أكثر المواد انتشارًا في صبر، ويظهر بكميات كبيرة من الأواني المصنوعة محليًا ويدويًا. تميل أشكال هذه الأواني إلى الشكل الدائري العميق، والأكثر شيوعًا هي الجرار الكروية والطاسات والكؤوس والأطباق، التي تتميز بمعالجة سطوحها من الداخل والخارج، والزخارف يغلب عليها الأشكال الهندسية المحزوزة أو المطبوعة على هيئة أشرطة عمودية وخطوط أفقية، كما توجد الزخرفة بالألوان.